# 冨樫秀昭
冨樫（1969年—），日本男性漫畫家。山形縣新市出生，目前住在埼玉縣。繪製一般向漫畫時筆名冨樫秀昭（とがし ひであき），哥哥是漫畫家冨樫義博。
曾做過薄根正俊的助理。與同行前川剛是大東文化大學漫畫研究社的OB。

## 作品一覽

### 一般漫畫
- 龍騎士4（《月刊Comic電擊大王》連載，全3冊）
- 鬼姬（《月刊ComicREX》連載，全1冊）※冨樫秀昭名義。

### 成人漫畫
- 森林妖精的話，原名（連載於《Comic Pengin Club（日语：COMICペンギンクラブ）》、《Comic Pengin 山賊版》，全2冊）

※冨樫的出道作。從富士美Comic與Plaza Comic叢書收錄。兩本都同時收錄其兄冨樫義博的單頁特別寄稿。
- B.M.E.O（全1冊）
- （全1冊）

## 師傅
- 薄根正俊（日语：うすね正俊）

## 外部連結
- METALBOX （日語）－冨樫的官方個人網站（2012年1月28日的檔案館）。